# Aria aria
Aria aria là loài thực vật có hoa trong họ Hoa hồng. Loài này được (L.) Huth mô tả khoa học đầu tiên năm 1893.